# James Crichton
James Crichton, conosciuto anche col nome di Admirable Crichton (tradotto in italiano come ammirabile Critonio) (Dumfries o Clunie, 19 agosto 1560 – Mantova, 2 luglio 1582), è stato uno scienziato, poeta e matematico scozzese, famoso per la sua straordinaria conoscenza delle lingue, delle arti e delle scienze.
Parlava correttamente almeno dieci lingue (ebraico, siriaco, arabo, greco, latino, spagnolo, francese, italiano, inglese, olandese  e antico slavo ecclesiastico) e aveva una cultura sterminata, che lo portava ad avere un grosso ascendente sulle donne e le gelosie gli furono fatali.

## Biografia
James Crichton di Clunie nasce da Robert Crichton e Elizabeth Stewart. Educato all'università di St. Andrews già a quattordici anni consegue la laurea. Quando lascia la Scozia, visita Parigi dove migliora la sua formazione e dove trascorre due anni nell'esercito. Nel 1579, approda in Italia attraverso Genova, Venezia e Padova. Nel 1581 giunge alla corte dei Gonzaga, diventando consigliere del duca di Mantova Guglielmo Gonzaga e forse precettore del figlio, il principe Vincenzo.
La notte fra il 2 e il 3 luglio 1582 ha luogo il giallo della sua tragica morte dopo uno scontro a spada e pugnale con Vincenzo Gonzaga. Altre fonti danno la sua morte dovuta a un gruppo di sgherri mascherati di Vincenzo.
Crichton è sepolto nella piccola chiesa di San Simone a Mantova, in via Domenico Fernelli. Entrando sulla destra si trova una lapide bilingue, deposta nel 1914 da un suo discendente, che ricorda James Crichton of Eliock and Cluny (1560-1582) diventato in Italia l'Ammirabile Critonio.